# Акбулак (Актюбинская область)
Акбулак (каз. Ақбұлақ) — село в Хромтауском районе Актюбинской области Казахстана. Входит в состав Тасоткельского сельского округа. Код КАТО — 156053200.

## Население
В 1999 году население села составляло 335 человек (165 мужчин и 170 женщин). По данным переписи 2009 года, в селе проживало 259 человек (134 мужчины и 125 женщин).